# Desmomys harringtoni
Desmomys harringtoni es una especie de roedor de la familia Muridae.

## Distribución geográfica
Se encuentra sólo en Etiopía.

## Hábitat
Su hábitat natural son: montanos húmedos tropicales o subtropicales y matorrales húmedos subtropicales o tropicales.